# 안드라니크 테이무리안
안드라니크 티모티안사마라니(Andranik Timotian-Samarani, 1983년 3월 6일 ~ )는 약칭 안드라니크 "안도" 테이무리안(아르메니아어: Անդրանիկ Թէյմուրեան, 페르시아어: آندرانيک تیموریان Ândrânik Teymuryân, Andranik "Ando" Teymourian)로 알려진 이란의 전 축구 선수로서 포지션은 수비형 미드필더이다.

## 수상
에스테글랄
- 하즈피 컵 : 2011-12

나프트 테헤란
- 하즈피 컵 : 2016-17

개인
- 페르시안 걸프 프로리그 올해의 최우수 선수: 2013-14
- 페르시안 걸프 프로리그 올해의 최고의 미드필더: 2014-15
- 페르시안 걸프 프로리그 올해의 팀: 2013–14, 2014–15

## 같이 보기
- A매치 100경기 이상 출전한 축구 선수 명단